# دوج استراتوس
دوج استراتوس (Dodge Stratus) خودرویی است که در سال‌های ۱۹۹۵ تا ۲۰۰۶ (سدان) و ۲۰۰۱–۲۰۰۵ (کوپه) تولید شده‌است. طراحی آن خودروهای موتور جلو-محور جلو بوده است.